# Hospitaalorde van Sint Jan (Spanje)
De Hospitaalorde van Sint Jan, (Spaans: "Caballeros Hospitalarios de San Juan Baptista" of "Real y Benemérita Institución Hospitalaria de San Juan Bautista") is een Spaanse instelling die de eeuwenoude traditie van de hospitaalridders voortzette in een periode dat de Orde van Malta in Spanje niet langer actief was. De Franse revolutie en de daaropvolgende verovering van veel Europese landen heeft de Orde van Malta veel schade berokkend. De orde verloor haar zetels in Mergentheim en Malta en veel commenden en andere bezittingen. Alleen in Oostenrijk bleven de bezittingen en de structuur van de hospitaalridders intact. Napoleon had een uitgesproken hekel aan de volgens hem "onnutte" ridderlijke orden. Overal waar de Bonapartes hun bewind vestigden werden de Orde van Malta en de andere ridderlijke orden en hospitaalorden ontbonden en onteigend.
De Spaanse ridders werden door de ontwikkelingen in grote verlegenheid gebracht. Zij konden de Russische Tsaar Paul I niet als beschermer en grootmeester van hun orde aanvaarden omdat deze orthodoxe vorst niet voldeed aan de eisen die de katholieke orde aan een grootmeester stelde.
De Hospitaalorde van Sint Jan werd in 1860 ingesteld om het gemis aan een hospitaalorde goed te maken en kreeg in 1876 koninklijke goedkeuring. Koning Alfonso XII van Spanje heeft de statuten officieel goedgekeurd. Als stichter wordt Don Luis Vilar y Pascual genoemd. In 1878 werden de insignia koninklijk goedgekeurd.
De orde bezat provinciale besturen in Cadiz, Sevilla, Córdoba, Barcelona, Bilbao en Santander. In Cadiz en Sevilla bevonden zich hospitalen die door de orde werden bestuurd.
In het begin van de 20e eeuw werd de Orde van Malta na ingrijpen van Paus Leo XIII weer hersteld. Dat gebeurde in Spanje. Daarop kwam langzaam een einde aan de bloei van de Hospitaalorde van Sint Jan. In 1950 was er nog één enkele afdeling in Cadiz. De havenstad Cadiz werd in de loop der jaren steeds weer door natuurrampen en ongelukkigen getroffen. De orde moest dan ook vaak te hulp schieten om de nood te lenigen. De orde bestaat ook nu nog en is in Cadiz actief. De Spaanse koningen en de Graaf van Barcelona waren beschermheren van de orde. De Spaanse Koning Juan Carlos is de huidige erepresident van de Hospitaalorde van Sint Jan.
De Hospitaalridders (Caballeros Hospitalarios) dragen in het koor van de kerk en bij plechtigheden rode mantels met het kruis van de orde op de linkerschouder. De Dames dragen de traditionele Spaanse hoofdtooi en mantilla en een kruis aan een strik op de linkerschouder.
Het kruis is 46 millimeter hoog en wordt aan een groen-wit gevlochten koord gedragen. Het wit geëmailleerde gouden kruis is achtpuntig en is op een rood geëmailleerde gouden rozet met 44 stralen gelegd. In het midden van het kruis is een goudgerand wit geëmailleerd rond medaillon met een "h" uit de onderkast gelegd.